# Talara aenia
Talara aenia là một loài bướm đêm thuộc phân họ Arctiinae, họ Erebidae.